# Magnus Colossus
Magnus Colossus fue una montaña rusa de madera situada en el área de Roma del parque temático Terra Mítica, en Benidorm. Fue diseñada por Werner Stengel y construida por Roller Coaster Corporation of America. Esta atracción fue la más significativa del parque por su tamaño y su privilegiada ubicación. Está construida en la parte más alta del parque en una cantera de piedra caliza a 180 metros sobre el nivel del mar y ocupa un terreno de 21 000 metros cuadrados, siendo la montaña rusa de madera que más área ocupa de toda Europa. Actualmente está clausurada por el alto coste de mantenimiento debido a la dilatación de la madera por el calor.

## Tematización
Esta montaña rusa de madera se encuentra dentro del área de Roma, pero más concretamente en la parte Fuerte Romano; en esta zona podemos encontrar también una zona infantil y una feria. Mientras accedemos a la atracción podemos ver catapultas, tiendas militares y armas de la época. La montaña rusa la encontramos adherida a una cantera y dentro de una fortificación o limes con empalizadas de madera. Estos fuerte eran construidos cuando los romanos de siglo I y II conquistaban un territorio, entonces para obtener protección contra posibles ataques de sus enemigos construían estas fortificaciones de madera, ya que este material era el que les permitía levantar más rápido las estructuras de defensa. Más tarde estos fuertes de madera eran reemplazados por otros construidos con materiales más sólidos como la piedra o el ladrillo.
La montaña rusa simboliza una calzada romana aérea por donde corrían las cuadrigas de caballos.

## Construcción
La construcción de la Magnus Colossus fue contratada a principios de abril de 1998. El diseño de esta fue realizado por Ing.-Büro Stengel, una compañía alemana veterana en el mundo de las montañas rusas, en el 2007 creó su montaña rusa número 500: Maverick (Cedar Point en Ohio). La fabricación corrió a cargo de RCCA (Roller Coaster Company of America) empresa que construyó, entre otras montañas, Coaster Express en el Parque Warner Madrid y Son of Beast en King Island, la primera woodie con un looping (cerrada en 2009). La parte mecánica y motriz: sistema de frenado, sistema de ascensión y trenes, entre otras cosas, le correspondió a la empresa suiza Intamin AG, en el año 2007 participó otra vez en el parque construyendo Inferno .
La contratación ascendió a 1.100 millones de pesetas (6.611.133 euros (aprox.)) Según comentaron en su día los promotores por una modificación del proyecto inicial se pudo abaratar 200 millones de pesetas respecto al presupuesto inicial.
Toda la estructura está sostenida sobre 1400 apoyos a una profundidad de 6 m excavados en la cantera y se utilizaron 1200 m cúbicos de madera, de dos tipos de diferentes árboles de Oregón (EE. UU.) para levantarla.

## Características
Como ya se ha comentado antes, la mayor característica de Magnus Colossus es su ubicación, asentada sobre tres escalones de la antigua cantera de la Sierra Cortina de Benidorm.   
Obtuvo durante un tiempo el título de la montaña rusa de madera más rápida de Europa (actualmente Wodan Timbur Coaster, Europa Park en Alemania) y con la caída más alta de Europa (actualmente Colossos, Heide-Park en Alemania); además fue la primera del mundo en llevar frenos magnéticos y su sistema de seguridad es hidráulico. Esta montaña rusa posee una doble caída (double drop), un elemento no muy común y que crea un espectacular air-time a los pasajeros, es decir, produce durante un tiempo sensación de ingravidez.
Provoca emociones fuertes y en su caída de 36 m se experimenta una fuerza de aceleración de 2G alcanzando los 92 km/h. Esta montaña rusa tiene restricción de altura de 1,4 m. Hay una pequeña réplica para los más pequeños en el área de Grecia llamada Alucinakis. Tampoco está recomendada para personas que padezcan problemas cardíacos, hipertensión, problemas de espalda y mujeres embarazadas.

## Récords
- Es la montaña rusa de madera más rápida de España y la tercera de Europa.[6]
- Tiene la tercera caída más alta de Europa y la segunda de España (por menos de 1 m)[7]
- Fue la primera montaña rusa de madera en tener frenos magnéticos.[8]
- Es la única montaña rusa del mundo construida en una cantera.[8]
- Es la montaña rusa de madera que más ocupa de Europa, 21.000 m².

## Ficha

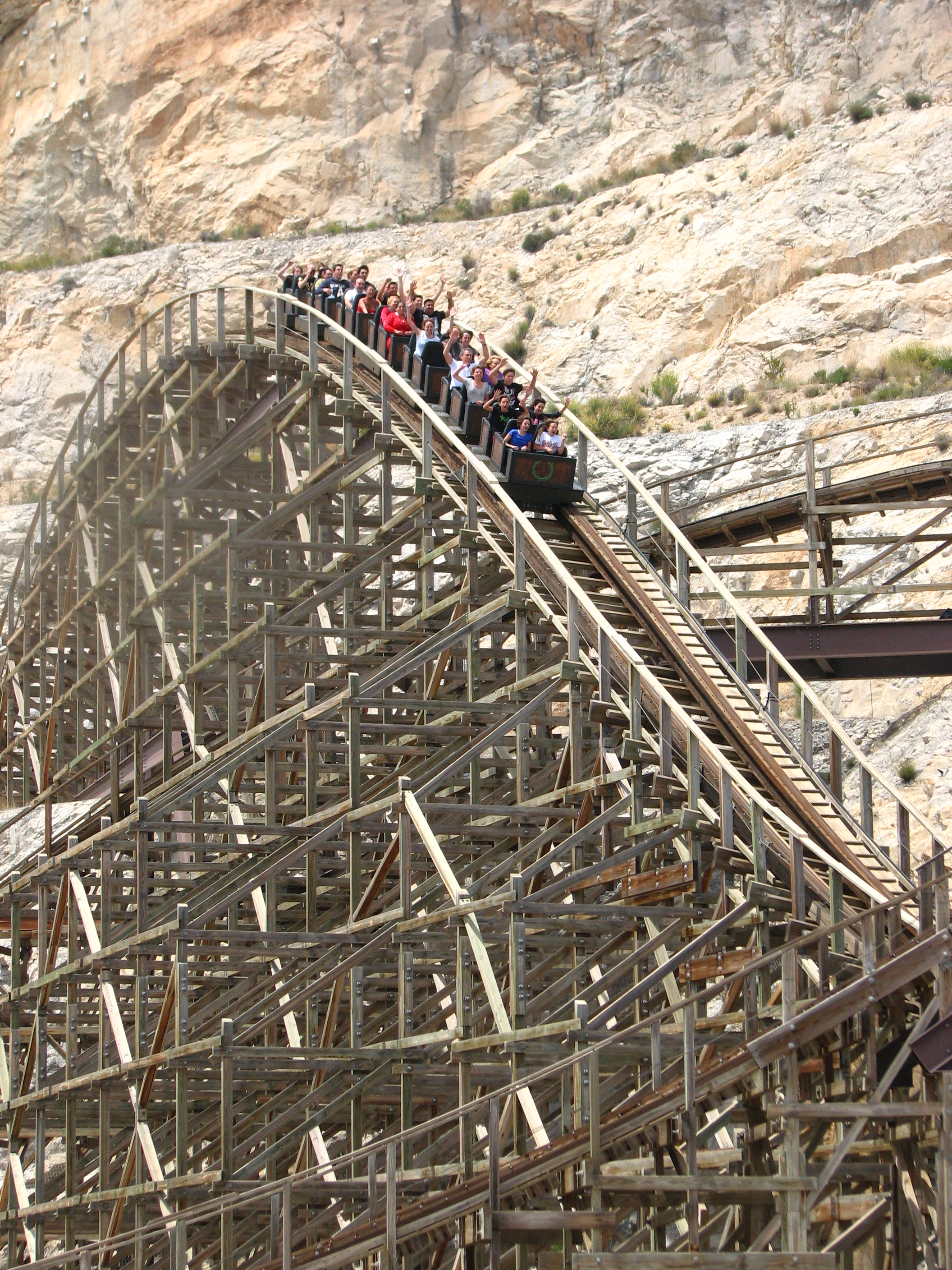
Una de las bajadas de "Magnus Colossus".

| Fecha de inauguración  | 27 de julio de 2000                         |
| Zona del parque        | Roma                                        |
| Tipo                   | Montaña rusa de madera                      |
| Fabricante             | Roller Coaster Corporation of America       |
| Diseño                 | Ing.-Büro Stengel GmbH                      |
| Tematización           | Fortificación romana                        |
| Estado actual          | Cerrada                                     |
| Altura                 | 37,5 m                                      |
| Longitud del recorrido | 1.149,7 m                                   |
| Duración del recorrido | 3 min                                       |
| Velocidad máxima       | 92 km/h                                     |
| Capacidad por tren     | 32 pasajeros                                |
| Volumen de pasajeros   | 1.280 pasajeros/h                           |
| Foto/vídeo "on ride"   | Sí/No                                       |
| Altura mínima y máxima | 1,40 m / No                                 |
| Tipo de frenada        | Frenos magnéticos LSM                       |
| Sistema de subida      | Cadena                                      |
| Coste                  | 6.611.133 € aproximadamente                 |
| Geolocalización        | 38°33′40″N 0°09′50″O / 38.561204, -0.163931 |

## Galería de fotos

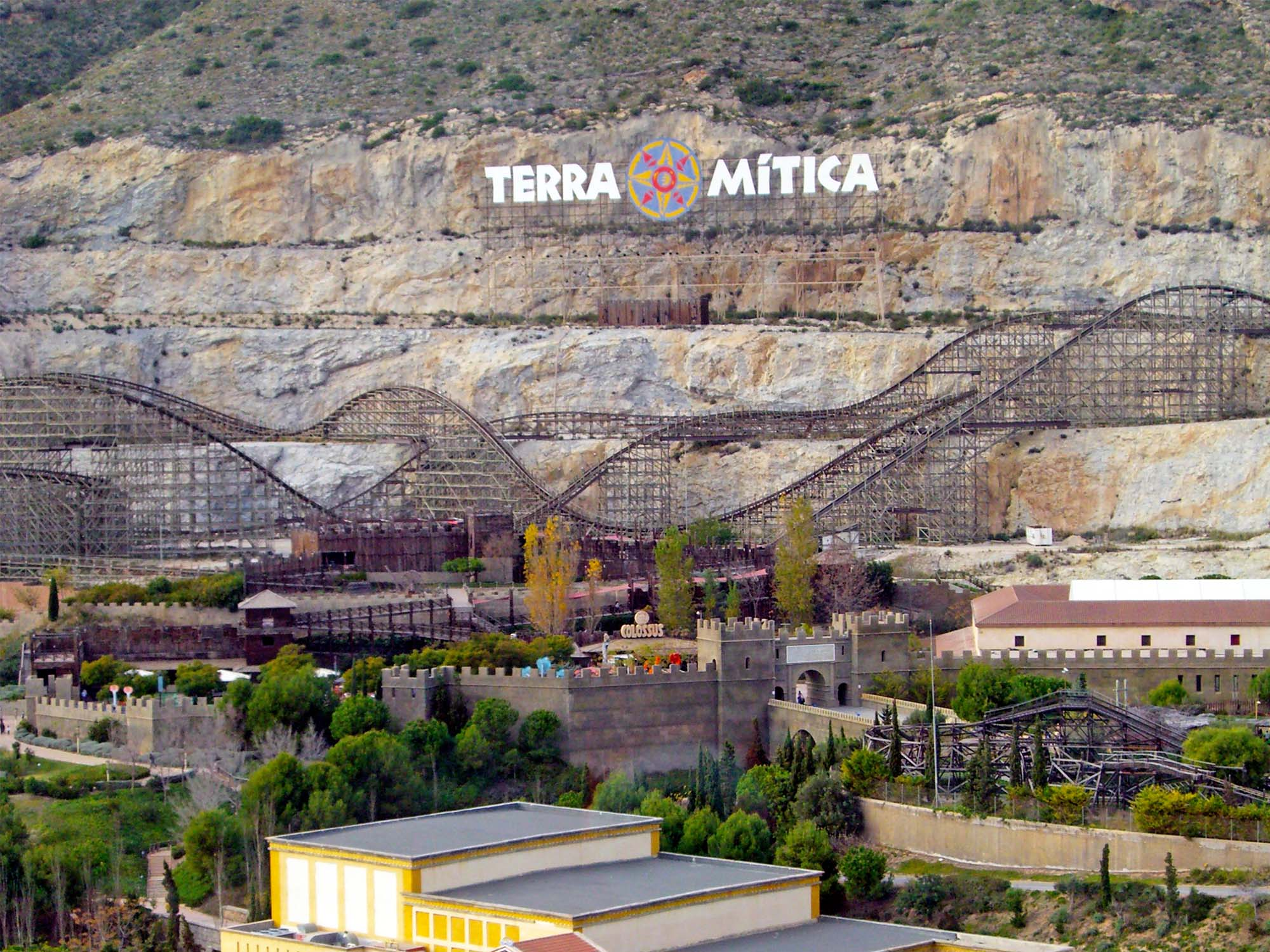
"Magnus Colossus" vista desde "Infinnito"
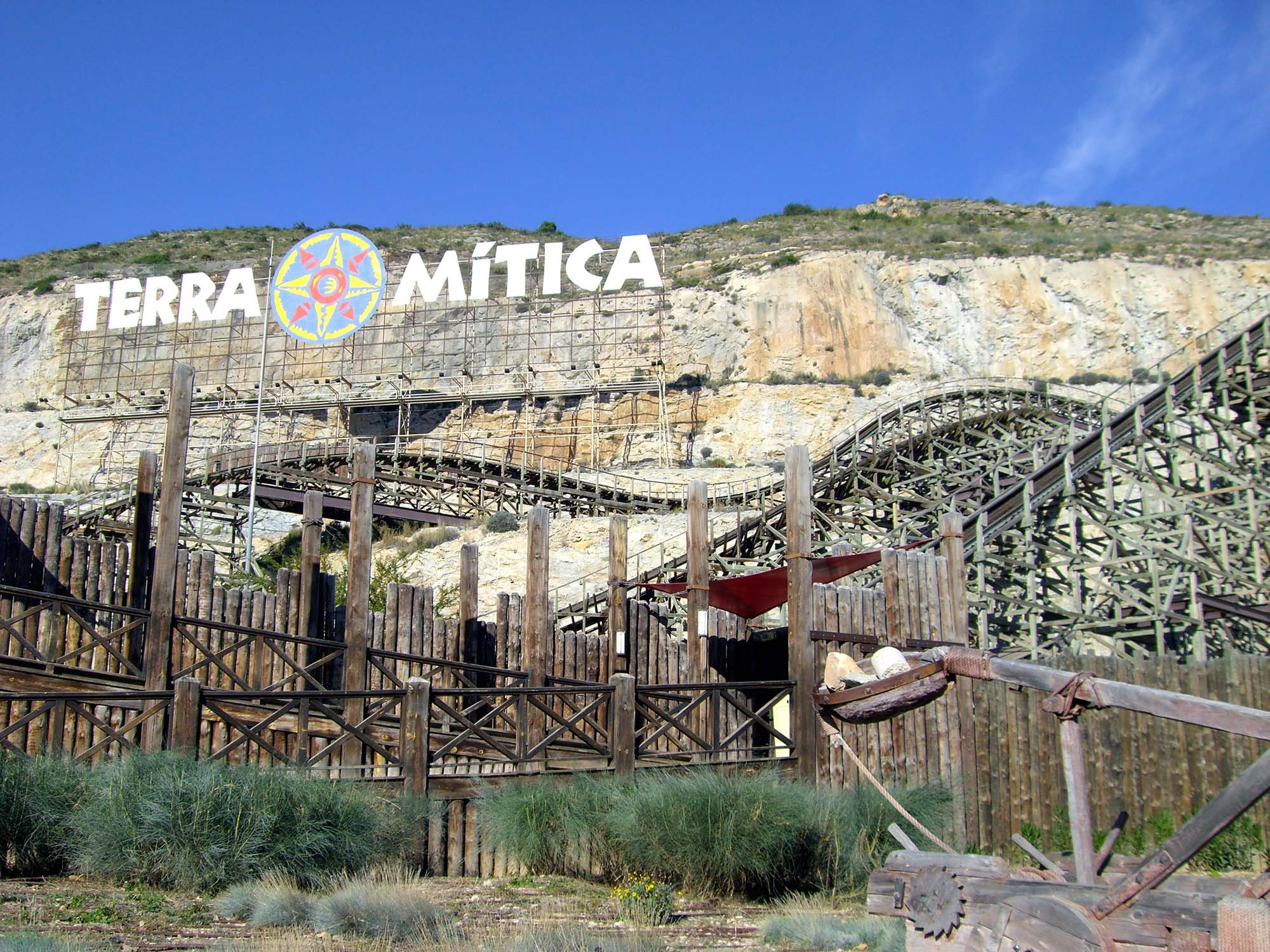
Tematización de la fortaleza romana
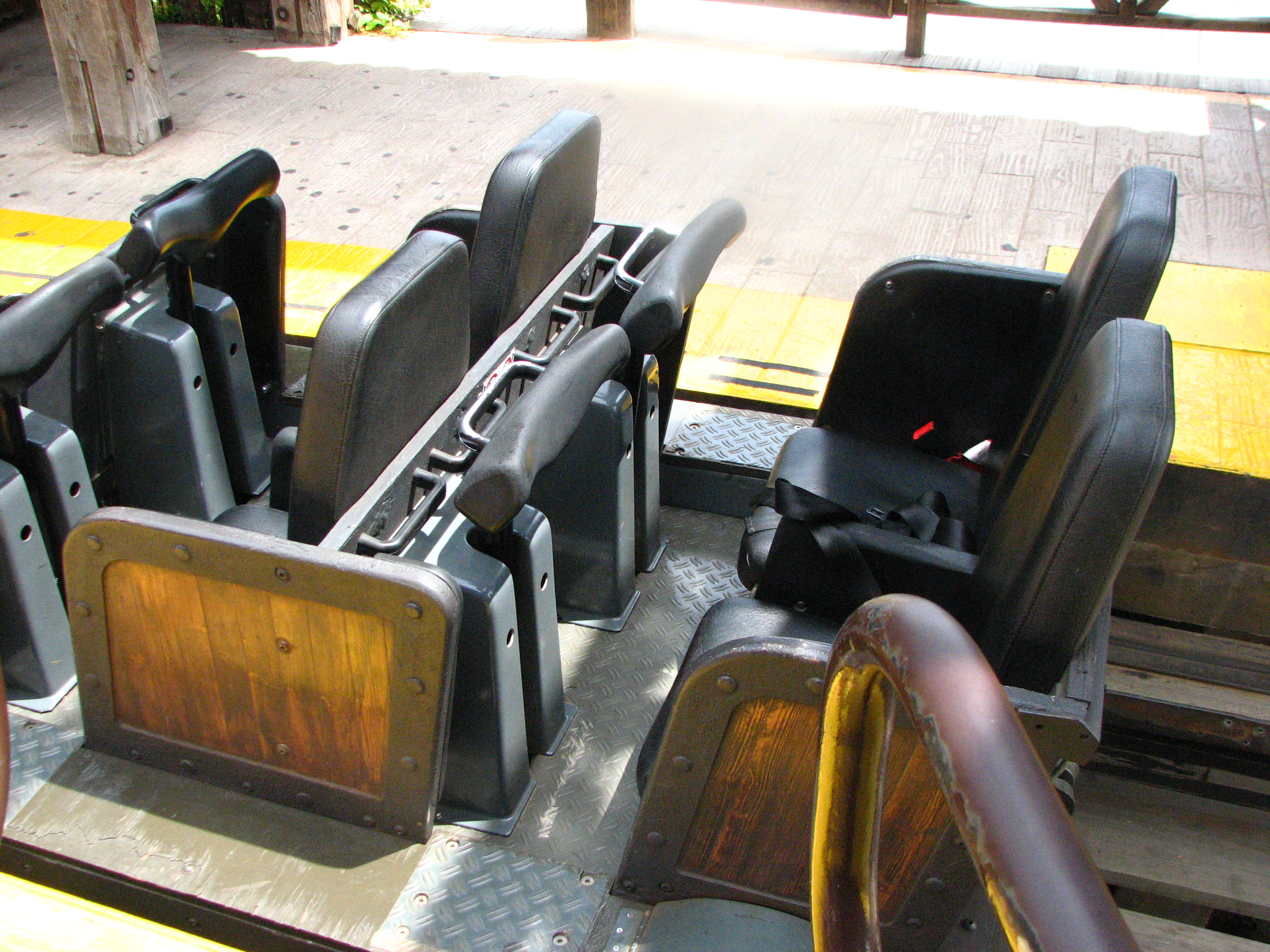
Trenes de "Magnus Colossus"
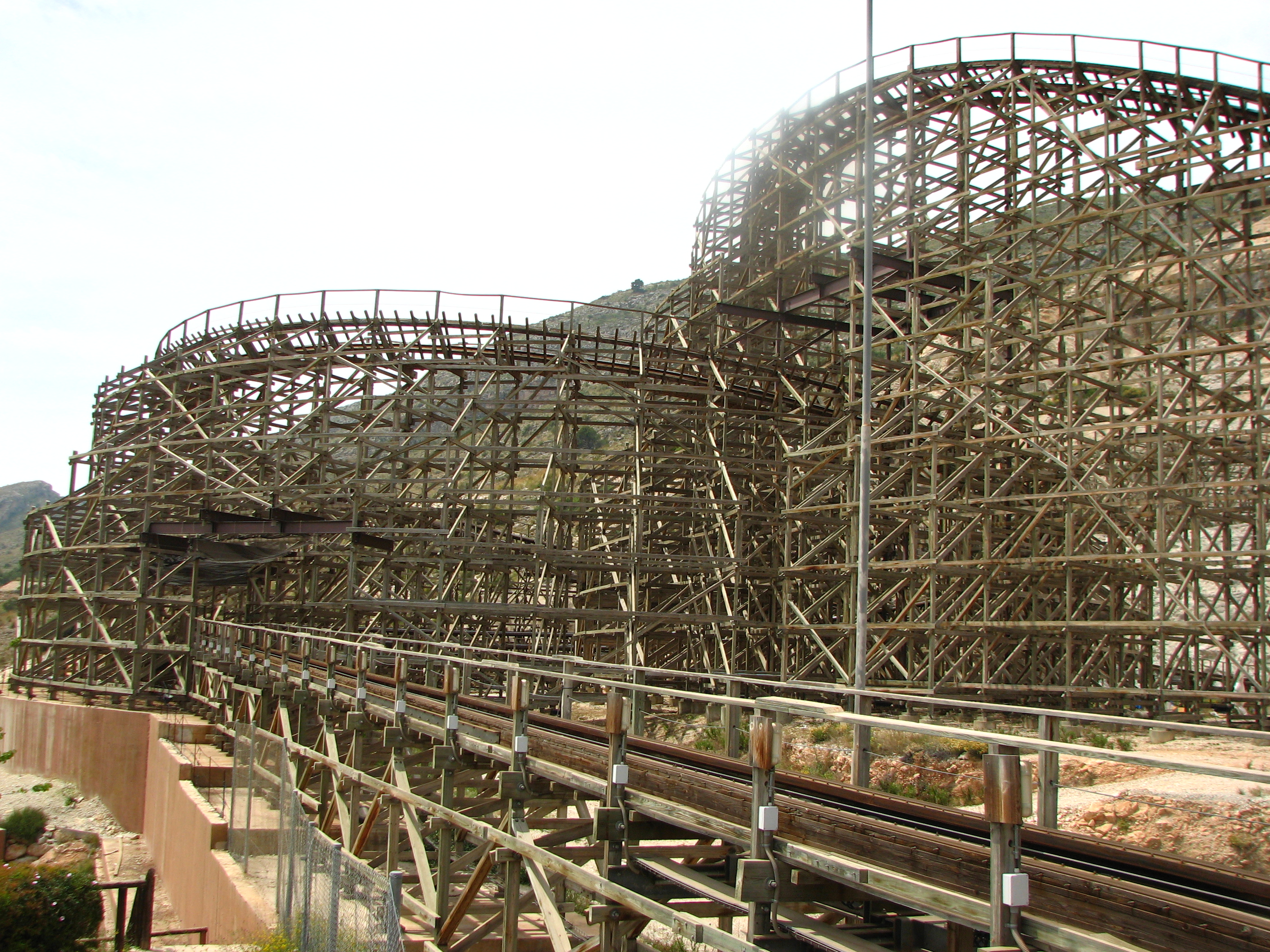
Estructura

### Atracciones similares
- Stampida
- Coaster Express

### Atracciones en Terra Mítica
- Inferno